# Sochinsogonia brooksi
Sochinsogonia brooksi är en insektsart som beskrevs av Young 1986. Sochinsogonia brooksi ingår i släktet Sochinsogonia och familjen dvärgstritar. Inga underarter finns listade i Catalogue of Life.